# Phalaenopsis bastianii
Phalaenopsis bastianii là một loài lai đặc hữu của Philippines.

## Hình ảnh

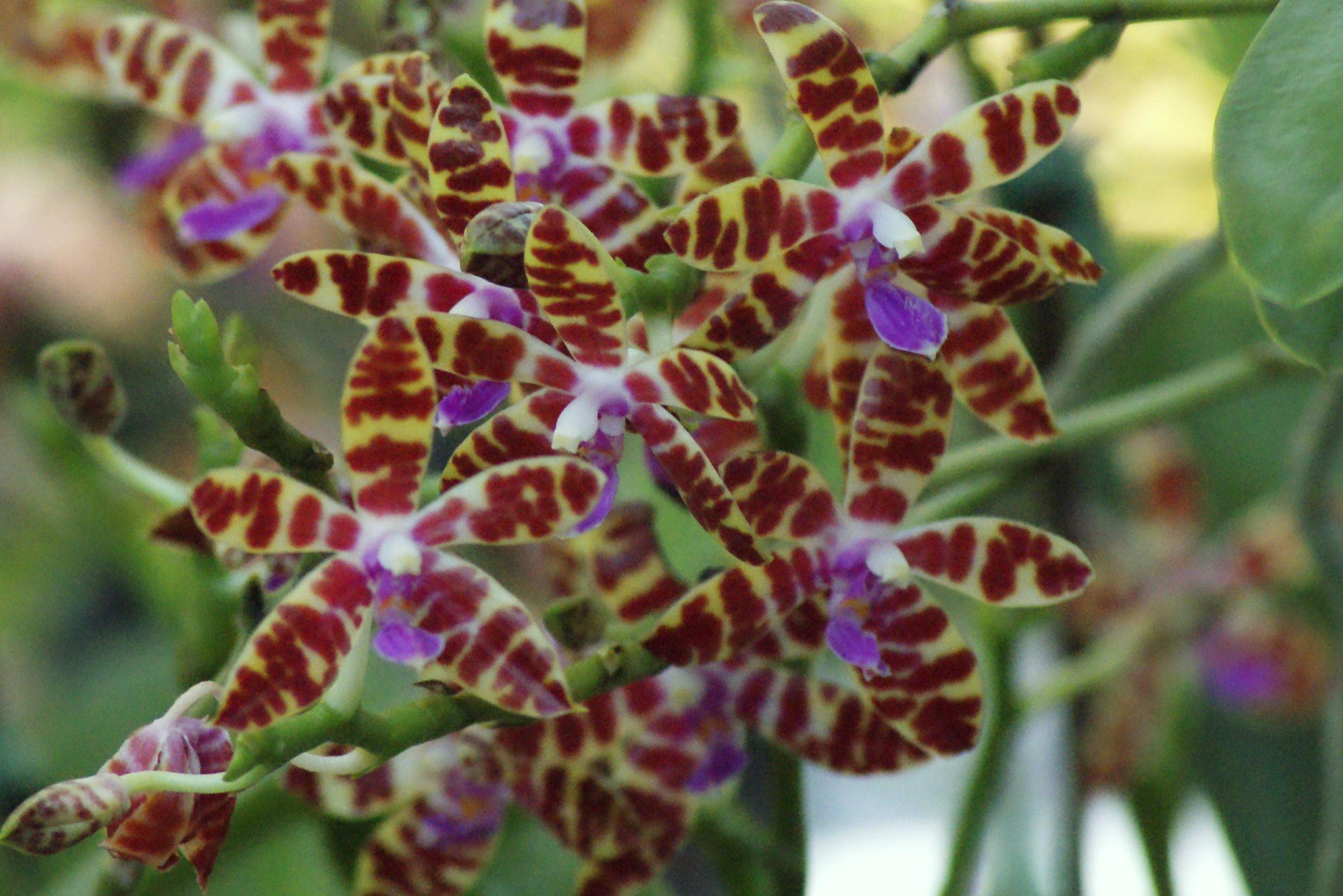